# Beit Dajan
Beit Dajan (àrab: بيت دجن, Bayt Dajan) és un vila palestina de la governació de Nablus, a Cisjordània, al nord de la vall del Jordà, 10 kilòmetres a l'est de Nablus. Segons l'Oficina Central Palestina d'Estadístiques tenia 3.685 habitants en 2007.